# Ursus americanus cinnamomum
El oso canela (Ursus americanus cinnamomum) es una subespecie de  mamíferos carnívoros  de la familia Ursidae.

## Morfología
La diferencia más llamativa entre un oso canela y cualquier otro oso negro es su pelaje marrón o marrón rojizo, que recuerda a la canela, de donde se deriva el nombre. Los osos adultos pesan entre 90 y 270 kg, miden entre 125 y 205 cm de largo y de 80 a 100 cm de altura a los hombros. Los machos son más grandes que las hembras. Los osos carecen de la frente elevada de las subespecies costeras. Presenta dimorfismo sexual, los machos son más grandes que las hembras.
- El pelaje es de color canela.[3]

## Comportamiento
Los osos canela son excelentes escaladores y nadadores. En su mayoría son activos al amanecer y al anochecer. Los osos hibernan desde finales de octubre o noviembre hasta marzo o abril, según las condiciones meteorológicas. Las hembras alcanzan la madurez sexual alrededor de los 4 o 5 años de edad y el apareamiento suele ocurrir entre junio y mediados de julio. La madre da a luz en la guarida de invierno, por lo general a dos o tres cachorros, a finales de enero o febrero. Los cachorros permanecen con la madre alrededor de 17 meses, tiempo durante el cual ella no vuelve a quedar embarazada.

## Alimentación
Los osos canela son omnívoros y la mayor parte de su dieta es vegetariana, incluidas frutas, plantas, bellotas, nueces y bayas. También comen miel, insectos, pequeños mamíferos (roedores), peces y carroña.

## Distribución geográfica
Se encuentra en Norteamérica: Idaho, el oeste de Montana y Wyoming, el este de Washington y Oregón, el este de Colorado, el noreste de Utah y algunas áreas de Canadá.

## Longevidad
Tiene una esperanza de vida de 30 años.